# René Guilleré
René Guilleré, né à Valenciennes le 16 août 1878 et mort à Bruxelles le 24 novembre 1931, est un juriste et un homme de lettres, fondateur notamment des ateliers Primavera qui, au sein des magasins du Printemps ont gommé les frontières entre art, artisanat et grands magasins dans les arts décoratifs.

## Biographie
Avocat, amateur d’art et de musique, collectionneur d’art africain traditionnel, mais également poète et auteur dramatique, René Guilleré s'investit dans le mouvement L'Art dans Tout, qui encourage les artistes à s'intéresser aux Arts décoratifspuis devient l'un des membres fondateurs en 1901 de la Société des artistes décorateurs dont il est le secrétaire général, puis le président en 1911. Il participe à l’organisation de la première exposition de la SAD en 1904. Il collabore également à différentes revues.
En mars 1906, à Paris, il épouse Charlotte Chauchet, une jeune peintre. Ils se font construire une demeure en briques et en ardoises, avec une façade sans ostentation mais pourtant singulière et élégante, au 13 rue Eugénie Gérard à Vincennes.
À partir de 1909, René Guilleré et Charlotte Chauchet-Guilleré, associés à Gustave Laguionie qui vient de prendre la direction du magasin du Printemps et entend lui donner un nouvel élan, créent un rayon d'art décoratif dans ses lieux de vente à la pointe de la distribution. Le Printemps a introduit en France l'usage de l'électricité en magasin, le catalogue de vente par correspondance, les soldes. L'enseigne cherche à renforcer encore son capital d'innovation, de modernité et d'élégance.
En janvier 1913, une structure est créée, Primavera, disposant d'une surface dans le nouveau magasin du Printemps, le deuxième grand magasin, boulevard Haussmann. Primavera, ce sont à la fois des lieux d'exposition en magasin mais surtout des Ateliers d'art spécifiques complétés par des contributions d'artisans indépendants sélectionnés pour leur savoir-faire, avec des créations spécifiques s'inscrivant dans une ligne artistique et signées Primavera en lieu et place de la signature de l'artisan. René Guilleré est le premier directeur de cet ensemble. Primavera abolit les frontières entre art et artisanat, et favorise un renouveau de l’artisanat français dans le domaine du mobilier et de l'art décoratif. Les magasins du Printemps, copiés rapidement par d'autres Grands magasins parisiens,  permet au grand public de découvrir la création moderne, à des prix raisonnables. René Guilleré s'inspire tout à la fois, dans sa démarche, des Ateliers viennois et du Werkbund allemand, ainsi que du mouvement Arts & Crafts né en Angleterre dans les années 1860.
À l’exposition des Arts décoratifs de Paris de 1925, l’atelier Primavera présente dans un pavillon très original un cabinet de travail, une salle à manger, une chambre à coucher, un boudoir, et une salle de bains, créés par les designers associés à l'aventure Primavera, dont Louis Sognot.
En 1931, René Guilleré meurt. Un de ses recueils de poésie, Funiculaire, paraît à titre posthume dans la collection La Phalange, avec une préface de son ami Léon-Paul Fargue,.